# Геншталь
Геншталь (нім. Henschtal) — громада в Німеччині, розташована в землі Рейнланд-Пфальц. Входить до складу району Кузель. Складова частина об'єднання громад Глан-Мюнхвайлер.
Площа — 3,46 км2. Населення становить 321 ос. (станом на 31 грудня 2020).